# Karlo Emanuel IV.
Karlo Emanuel IV. (Torino, 24. svibnja 1751. – Rim, 6. listopada 1819.), sardinski kralj i savojski vojvoda od 1796. godine iz Savojske dinastije.
Najstariji je sin kralja Viktora Amadea III. i kraljica Marije Antonije Fernande Španjolske. Bio je protivnik Francuske revolucije te se krvavo obračunao s republikanskim revolucionarima u svojoj zemlji koji su zagovarali liberalne ideje, zbog čega je postao omražen među podanicima. Godine 1798. porazio ga je francuski general Barthélemy Catherine Joubert, zbog čega je bio prisilljen povući se na Sardiniju i prepustiti kopnene stečevine Francuzima.
Kada je francuska vojska 1799. godine zauzela Napuljsko Kraljevstvo, izgubio je nadu da će obnoviti svoju vlast, pa je 4. lipnja 1802. godine abdicirao s prijestolja u korist svoga brata Viktora Emanuela I. i posvetio se vjerskom životu u Rimu.